# Citrus limetta

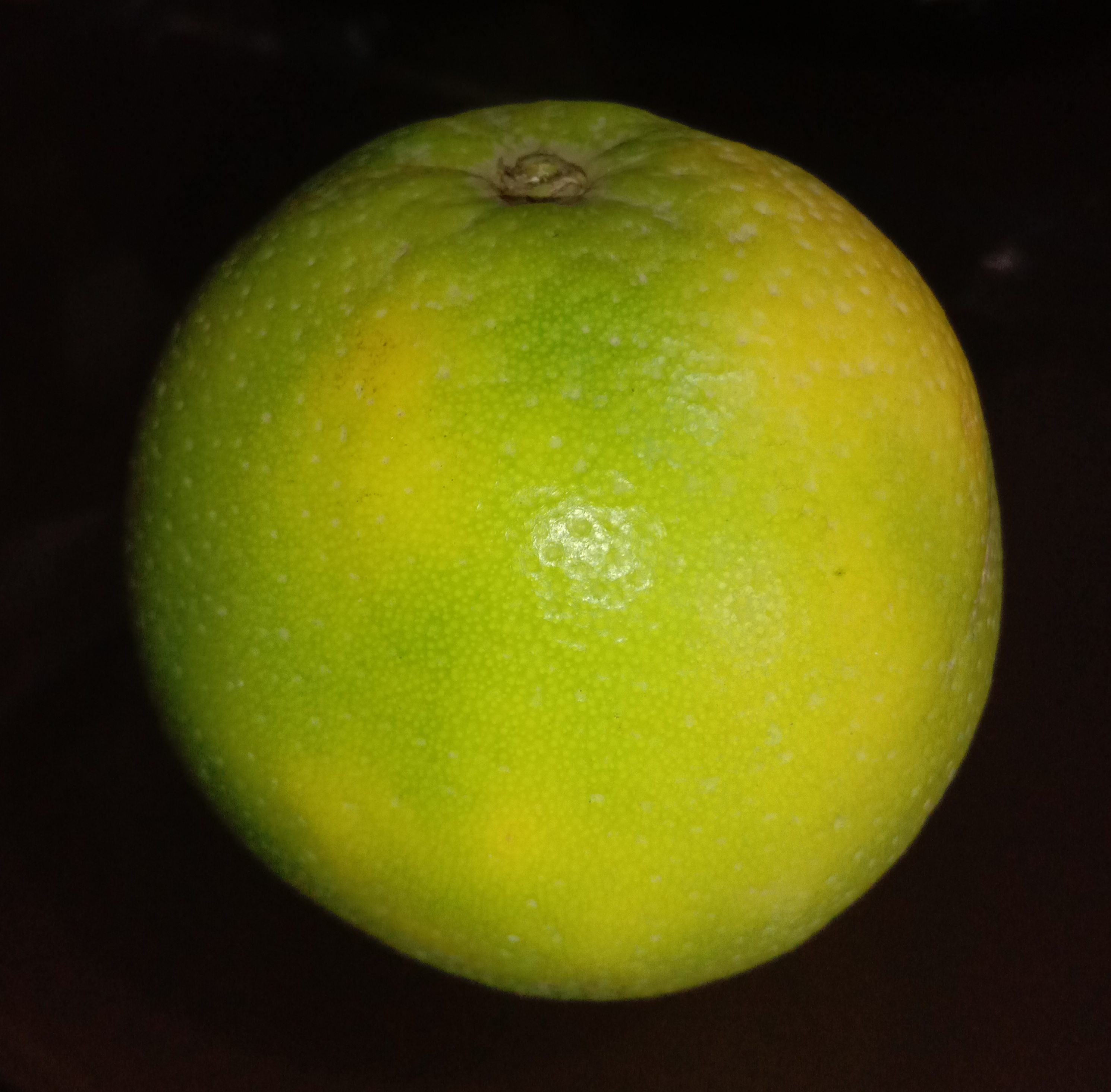
Chanh ngọt moushumi hay mushumbi lebu tại Tây Bengal, Ấn Độ.

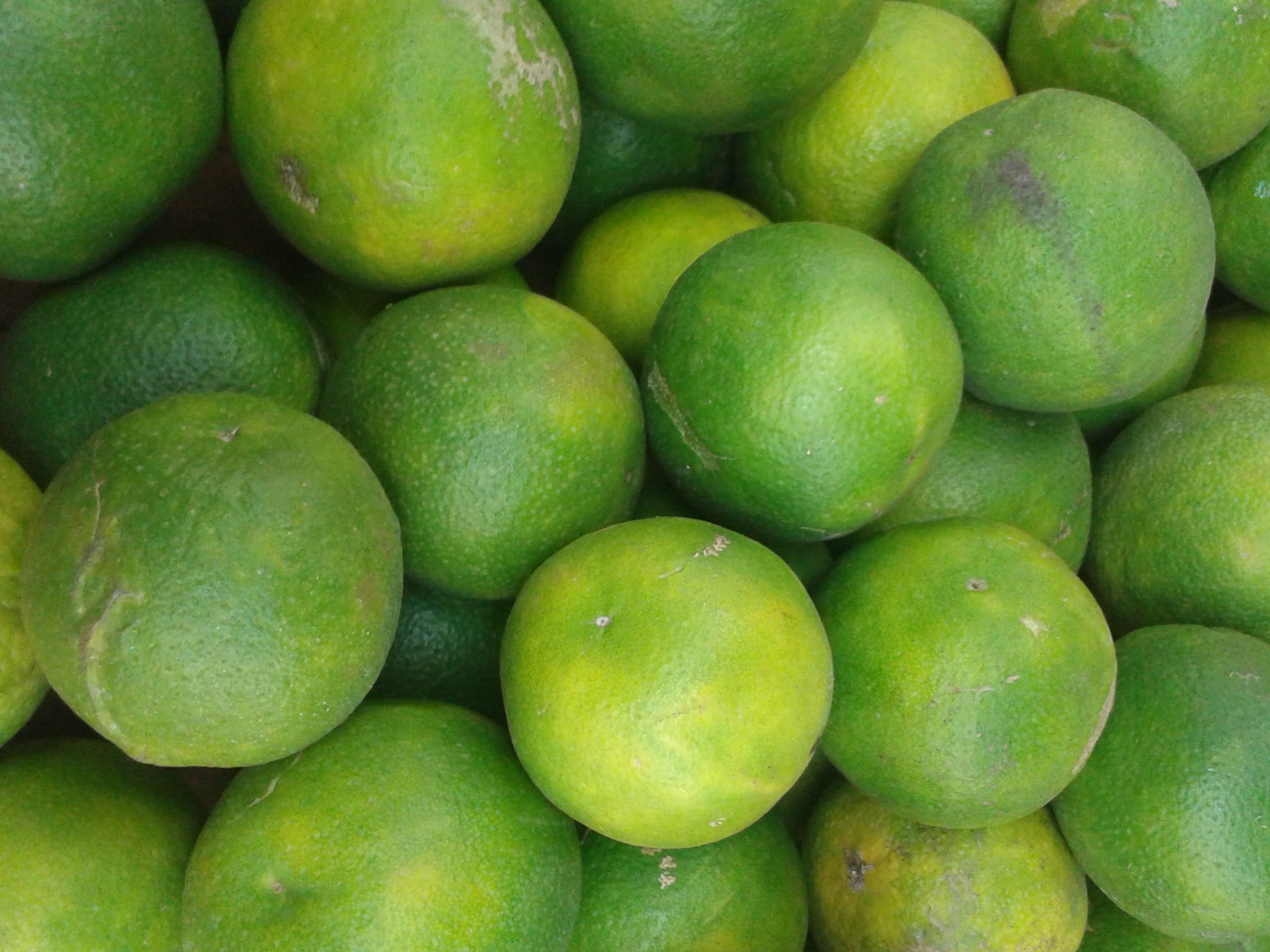
Chanh ngọt mosambi được bày bán tại thành phố Visakhapatnam

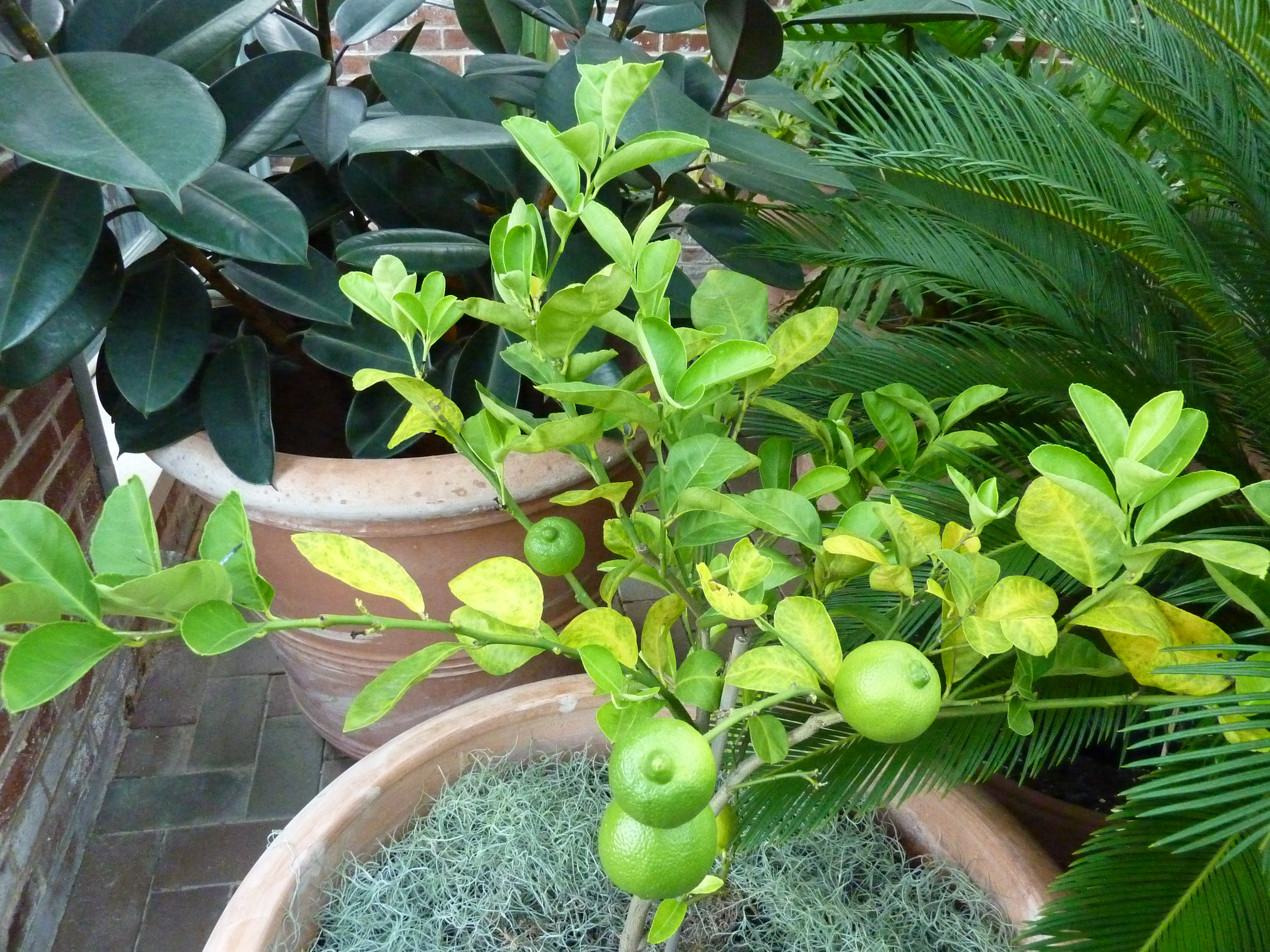
Một cây chanh ngọt tại Vườn bách thảo Missouri, Hoa Kỳ

Citrus limetta, thường được gọi là chanh ngọt, là một loài quả lai giữa thanh yên (Citrus medica) và cam đắng (Citrus x aurantium). Đây là loài bản địa ở khu vực phía nam Iran và sau đó được trồng lan rộng sang khu vực Trung Đông và lưu vực Địa Trung Hải.

## Tên gọi
C. limetta được biết đến với nhiều tên gọi:
- Tại Iran, nó được gọi là limu shirin (لیمو شیرین‬, nghĩa là "chanh ngọt" trong tiếng Ba Tư).
- Ở vùng Bắc Ấn Độ, nó được gọi là mousambi, mosambi, hay musambi (trong tiếng Hindi và tiếng Marathi).
- Ở vùng Đông Ấn Độ, nó được gọi là bathayi (trong tiếng Telugu) và sathukudi/sathukodi (trong tiếng Tamil).
- Nó cũng được gọi là mausam ở Nepal và mosami ở Sindh.
- Tại Pháp, C. limetta thi thoảng cũng được gọi là bergamot, nhưng không phải là giống cam Bergamot[5].

## Mô tả
C. limetta là một cây có kích thước trung bình, cao đến 8 m, với các nhánh không đều nhau, vỏ cây có màu xám nâu và nhẵn. Cây nhiều gai, mỗi gai dài từ 1,5 đến 7,5 cm. Cuống lá hẹp, dài khoảng 1 – 3 mm, lá chét, dài khoảng 5 – 17 cm, rộng khoảng 3 – 8 cm. Hoa trắng, rộng 2 – 3 cm. Quả có hình bầu dục, có màu xanh, khi chín chuyển sang vàng; cùi thịt màu trắng, vị ngọt. Để kiểm tra độ chín của chanh, ta dùng móng tay làm xước nhẹ lên vỏ, nếu tinh dầu của chanh dính vào móng, nó đã thực sự chín muồi.
C. limetta có thể phát triển ở vùng khí hậu nhiệt đới và cận nhiệt đới. Cây ra trái khi được khoảng 5-7 tuổi, cho sản lượng cao trong khoảng 10-20 năm. C. limetta mọc từ hạt.
Kết quả phân tích cho thấy, cấu trúc di truyền của C. limetta rất giống với lại giống chanh lai Rhobs el Arsa. Vì vậy, cả hai đều có chung một nguồn gốc.

## Sử dụng
Giống chanh ngọt này chủ yếu được dùng để ép lấy nước, phổ biến nhất ở Ấn Độ, Pakistan và Bangladesh. Nó cũng là một nguyên liệu trong các món salad, bánh ngọt. Chanh ngọt C. limetta có chứa hàm lượng vitamin C cao, có ích trong việc ngăn ngừa, điều trị những bệnh cảm lạnh thông thường đối các nước ở Trung Đông.
Cây cũng được dùng vào mục đích trang trí và làm cành ghép cho những giống cây khác.